# Свичкарь, Роман Юрьевич
Роман Юрьевич Свичкарь (укр. Роман Юрійович Свічкар, род. 18 июня 1993, Харьков) — украинский фехтовальщик-шпажист, двукратный призёр чемпионатов мира, чемпион Европы 2025 года. Участник летних Олимпийских игр 2020 года.

## Биография
В 2018 году на чемпионате мира в Уси Роман завоевал бронзовую медаль в индивидуальных соревнованиях шпажистов. Через год на чемпионате мира в Будапеште стал серебряным призёром в командном соревновании шпажистов.
В июле 2021 года на летних Олимпийских играх в Париже принял участие в индивидуальных соревнованиях шпажистов. В 1/16 финала уступил швейцарцу Максу Хайнцеру (11:15). В командных соревнованиях Украина уступила Китаю в четвертьфинале.
В 2025 году на чемпионате Европы в Генуе стал обладателем титула. В финале одержал победу над соперником из Италии Маттео Галасси.